# Барлай
Барлай (на сръбски: Барлај) е село в Черна гора, част от Община Подгорица. Населението на селото през 2003 година е 47 души, предимно етнически албанци.

## Население
- 1948 – 114 жители
- 1953 – 111 жители
- 1961 – 146 жители
- 1971 – 156 жители
- 1981 – 123 жители
- 1991 – 209 жители
- 2003 – 47 жители

### Етнически състав
(2003)
- 47 (100 %) – албанци

|  | Тази страница частично или изцяло представлява превод на страницата „Барлај“ в Уикипедия на сръбски. Оригиналният текст, както и този превод, са защитени от Лиценза „Криейтив Комънс – Признание – Споделяне на споделеното“, а за съдържание, създадено преди юни 2009 година – от Лиценза за свободна документация на ГНУ. Прегледайте историята на редакциите на оригиналната страница, както и на преводната страница, за да видите списъка на съавторите. ВАЖНО: Този шаблон се отнася единствено до авторските права върху съдържанието на статията. Добавянето му не отменя изискването да се посочват конкретни източници на твърденията, които да бъдат благонадеждни. |